# Eupithecia monticolens
Eupithecia monticolens är en fjärilsart som beskrevs av Butler 1881. Eupithecia monticolens ingår i släktet Eupithecia och familjen mätare. Inga underarter finns listade i Catalogue of Life.

## Bildgalleri

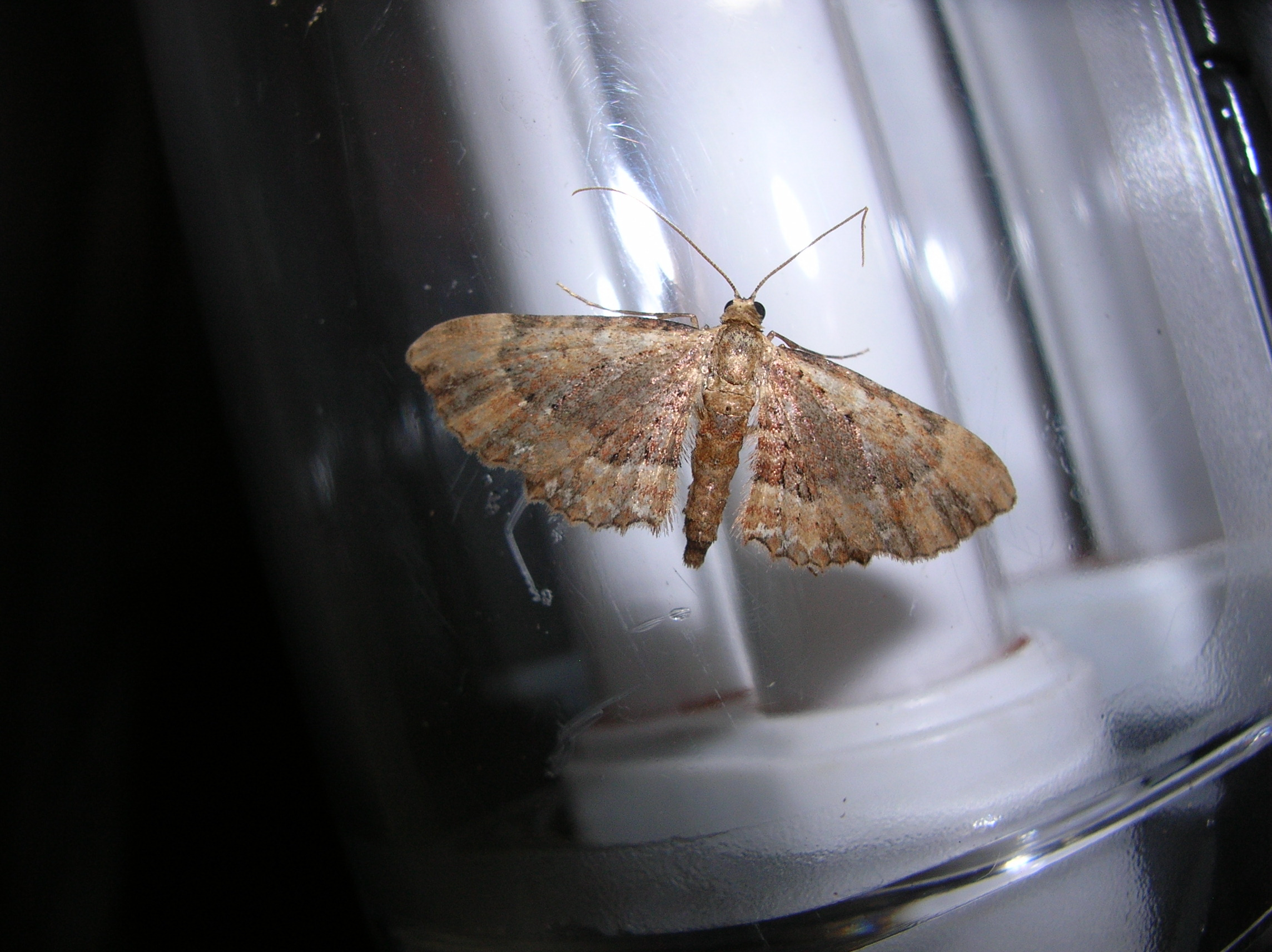
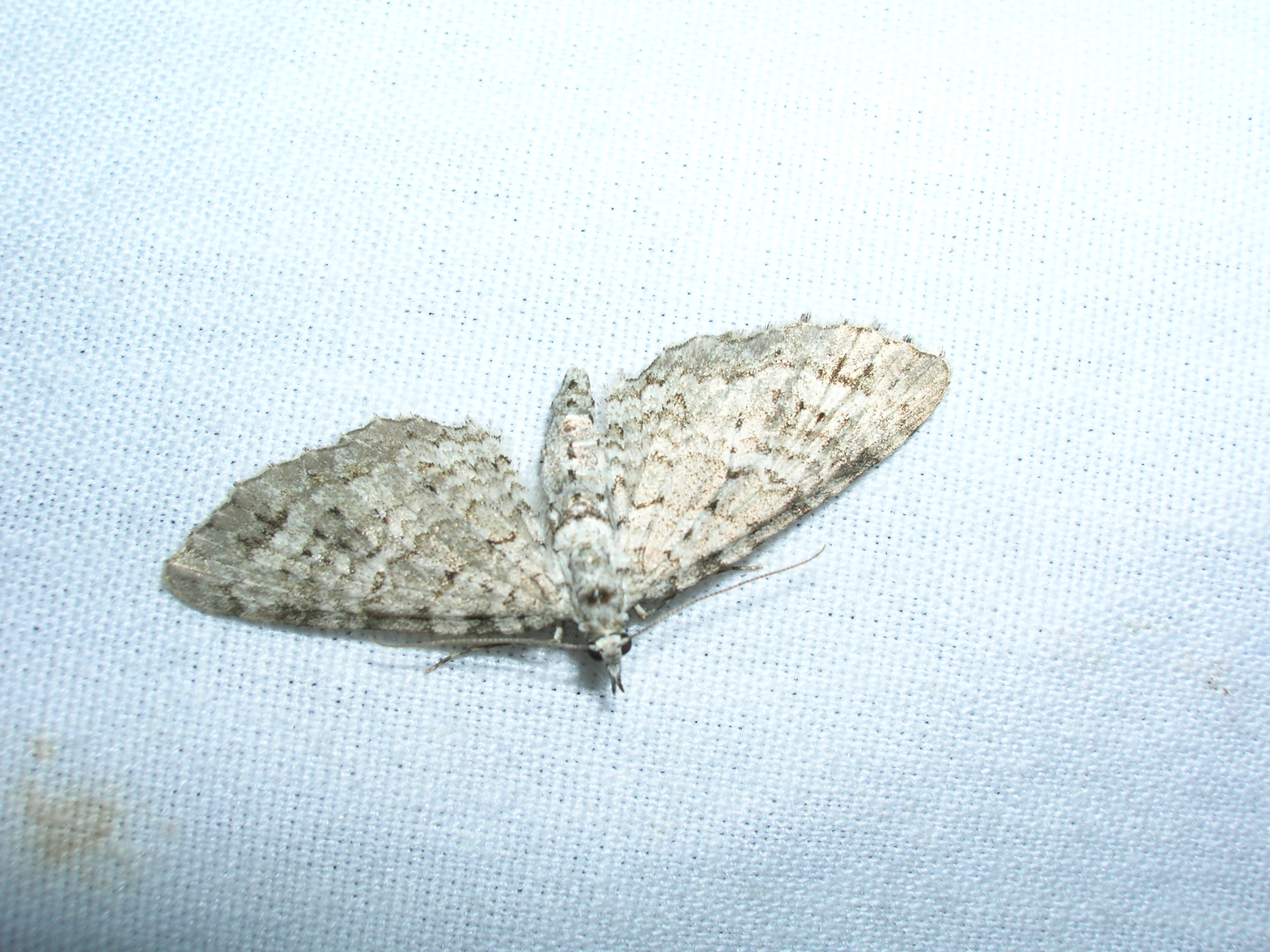